# Yusuke Saikawa
Yusuke Saikawa (født 10. juni 1985) er en tidligere japansk fodboldspiller.
Han har spillet for flere forskellige klubber i sin karriere, herunder Consadole Sapporo.